# Come Back to Me (canción de Vanessa Hudgens)
«Come Back to Me» es el primer sencillo de la cantante estadounidense pop, Vanessa Anne Hudgens, de su primer álbum, "V". Fue producido por Antonina Armato y Tim James. La canción se convirtió en el mejor sencillo en listas y fue el mejor éxito de Hudgens hasta la fecha. Se puede notar que la frase "Baby Come Back" como background vocal hace alusión a la canción homónima de la banda Player.

## Historia y recepción
La canción fue lanzada en las radios de Estados Unidos el 25 de agosto de 2006. La canción fue disponible en iTunes el 12 de septiembre de 2006. El sencillo tuvo críticas positivas.. Tooth Tunes incluso incluyó la canción en uno de sus productos. Hudgens también presentó la canción durante la giraHigh School Musical: The Concert Tour.

## Vídeo musical
El vídeo musical para la canción fue dirigido por Chris Applebaum y presentado el 25 de agosto de 2006 en Disney Channel, después de la presentación de la película The Cheetah Girls 2. Muestra a Hudgens bailando y socializando con sus amigos, incluyendo su hermana, Stella Hudgens y Alexa Nikolas.

## Listado de canciones
Sencillo Reino Unido
1. «Come Back to Me»
2. «Too Emotional»
3. «Come Back to Me» (Video)

Sencillo importado.
1. «Come Back to Me»
2. «Too Emotional»
3. «When There Was Me and You»

## Otras versiones
- No Rap Radio Edit - 2:45 (lanzado sólo en la compilación de promoción)
- Bimbo Jones Club Mix - 6:00
- Bimbo Jones Dub Mix - 5:53
- Bimbo Jones Radio Edit - 2:52
- Chris Cox Club Mix - 9:27
- Chris Cox Radio Edit - 4:23

## Posiciones
| Lista (2006)              | Posición |
| ------------------------- | -------- |
| Australian Singles Chart  | 36       |
| French Singles Chart      | 12       |
| German Singles Chart      | 58       |
| New Zealand Singles Chart | 6        |
| Spanish Singles Chart     | 17       |
| U.S. Billboard Hot 100    | 55       |
| U.S. Billboard Pop 100    | 18       |